# Синиця палаванська
Синиця палаванська (Pardaliparus amabilis) — вид горобцеподібних птахів родини синицевих (Paridae). Ендемік Філіппін. Раніше цей вид відносили до роду Синиця (Parus) або Мала синиця (Periparus), однак за результатами молекулярно-генетичного дослідження, опублікованого в 2013 році, він був переведений до відновленого роду Pardaliparus.

## Опис
Довжина птаха становить 12-13 см. У самців голова, горло і шия чорні, спина, груди і живіт жовті, крила і хвіст пістряві, чорно-білі. Забарвлення самиць загалом є подібним, однак спина у них має оливковим забарвленням.

## Поширення і екологія
Палаванські синиці мешкають на островах Палаван, Балабак і Калауїт та на сусідніх островах. Вони живуть у вологих рівнинних тропічних лісах, на узліссях і в заболочених лісах. Зустрічаються поодинці, парами і невеликими зграйками, іноді приєднуються до змішаних зграй птахів. Живляться дрібними комахами та їх личинками, а також насінням і плодами.

## Збереження
МСОП класифікує стан збереження цього виду як близький до загрозливого. Палаванським синицям загрожує знищення природного середовища.